# Oruza leptogramma
Oruza leptogramma là một loài bướm đêm trong họ Erebidae.